# Mufti Dżami

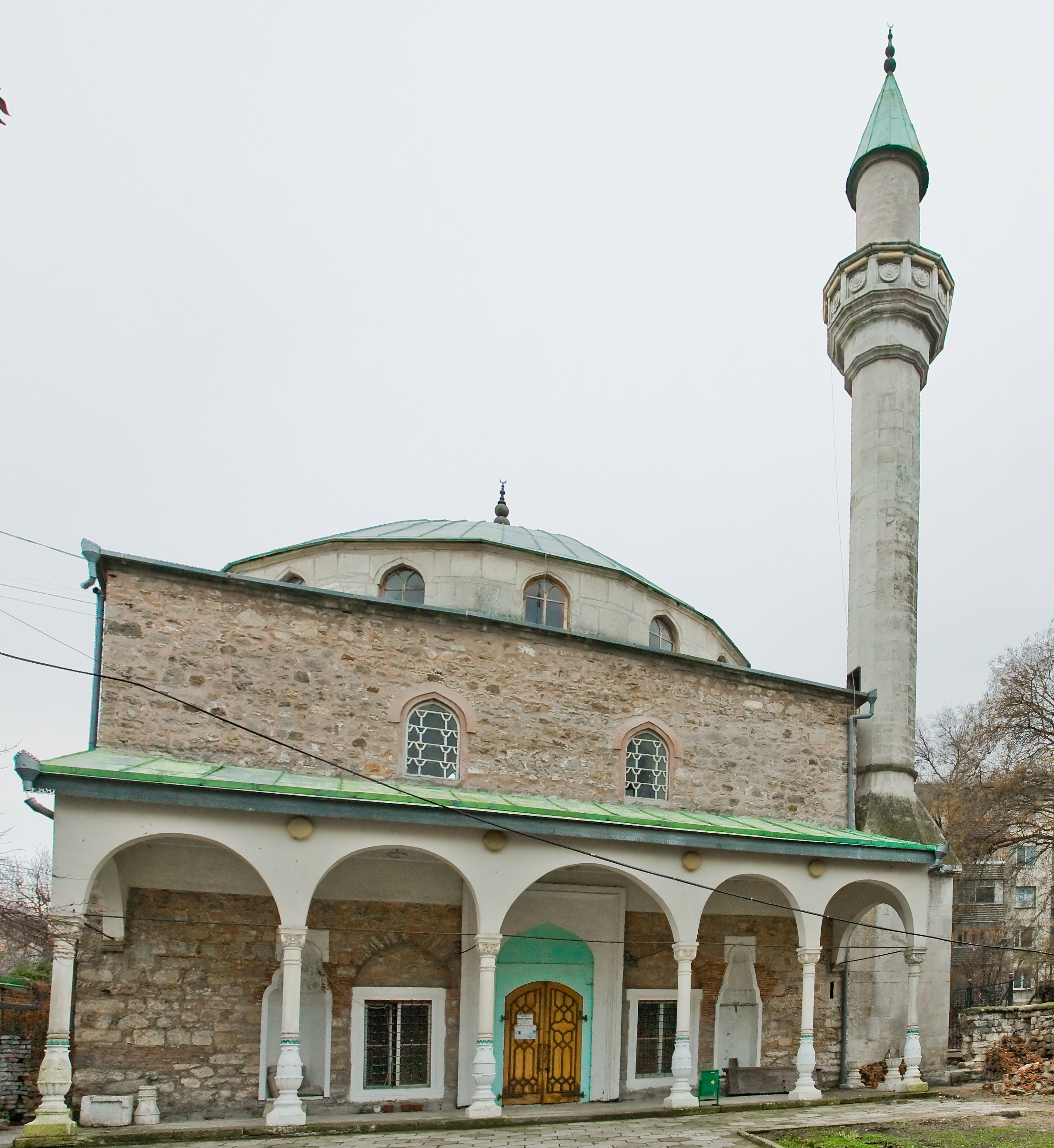

Mufti Dżami (krymskotat. Müfti Cami, ukr. Муфті Джамі, ros. Муфти-Джами) – meczet w Teodozji, zabytek XVII-wiecznej architektury osmańskiej.

## Historia
Meczet został zbudowany w latach 1623–1627. Po przyłączeniu Krymu do Imperium Rosyjskiego został odebrany muzułmanom i przekazany miejscowej społeczności ormiańskiej z przeznaczeniem na kościół. Taką też funkcję budynek spełniał do połowy XX w. Po II wojnie światowej został całkowicie porzucony. Według niektórych źródeł był restaurowany w 1975 r. W 1987 r. pożar zniszczył nieużytkowaną budowlę, a jej fundamenty dodatkowo naruszyła budowa bloku mieszkalnego w bliskim sąsiedztwie. 
Meczet został odbudowany w latach 1993–1996. Zgodnie z dawnym opisem świątyni odtworzono od podstaw minaret, otwartą kolumnadę połączoną łukowymi przęsłami, rzeźbiony portal prowadzący do sali modlitewnej od północy oraz wystrój wnętrza meczetu. Po zakończeniu prac remontowych budowla ponownie znalazła się w rękach wspólnoty muzułmańskiej i pełni pierwotne funkcje sakralne.

## Architektura
Meczet wzniesiono w stylu typowym dla osmańskiej architektury sakralnej. Jest to budowla na planie kwadratu, z prostokątną wnęką od strony południowej, w której znajduje się mihrab. Nad salą modlitewną wzniesiono sferyczną kopułę. Minaret wykończono trzema ustawionymi jedna na drugiej kulami, zwieńczonymi półksiężycem. Wejście do budynku znajduje się od strony północnej i prowadzi przez rzeźbiony portal oraz kolumnadę.